# Knäsjön, Småland
Knäsjön är en sjö i Lessebo kommun i Småland och ingår i Ronnebyåns huvudavrinningsområde. Sjön har en area på 0,147 kvadratkilometer och ligger 147 meter över havet. Sjön avvattnas av vattendraget Ronnebyån.

## Delavrinningsområde
Knäsjön ingår i det delavrinningsområde (628980-146295) som SMHI kallar för Utloppet av Knäsjön. Medelhöjden är 153 meter över havet och ytan är 0,77 kvadratkilometer. Räknas de 6 avrinningsområdena uppströms in blir den ackumulerade arean 254,99 kvadratkilometer. Avrinningsområdets utflöde Ronnebyån mynnar i havet. Avrinningsområdet består mestadels av skog (61 procent) och jordbruk (12 procent). Avrinningsområdet har 0,14 kvadratkilometer vattenytor vilket ger det en sjöprocent på 17,8 procent.